# Sukhoi Su-8
El Sukhoi Su-8 (en ruso: Сухой Су-8) fue un prototipo de avión de ataque a tierra soviético diseñado por Pável Sujói, en las primeras fases de la Segunda Guerra Mundial. Debido a las dificultades derivadas de la invasión alemana de la Unión Soviética y la posterior evacuación de la oficina de diseño de Sukhoi (OKB Sukhoi) a la retaguardia. El avión no se completó hasta 1944, momento en el que ya no era necesario un avión de tales características. Por lo que se abandonó su desarrollo.

## Desarrollo
Mientras Pável Sujói estaba perfeccionando el avión de ataque ligero Sukhoi Su-6, el OKB Sukhoi comenzó el desarrolló de un nuevo avión, el Su-8, fuertemente armado y blindado. En mayo de 1942, los comandantes militares soviéticos se dieron cuenta de la necesidad de un avión para apoyar las ofensivas terrestres que operara a gran distancia de sus aeródromos y que pudieran atacar las líneas de comunicación enemigas en la retaguardia del frente. El trabajo de diseño se llevó a cabo a un ritmo acelerado, y el trabajo en la estructura del avión comenzó a partir de agosto de 1942, incluso antes de que se completaran los planos del avión el 20 de septiembre de 1942.
En 1943, se completaron dos prototipos en la Planta N.º 19 en Mólotov (actual Perm), el primero en mayo y el segundo en agosto, con el trabajo obstaculizado por la invasión nazi y la necesidad de evacuar la Oficina de Diseño de Sukhoi a Tushino. La primera prueba de vuelo no se realizó hasta el 11 de marzo de 1944, las pruebas continuaron hasta finales de año. Las pruebas de vuelo se retrasaron debido a la falta de disponibilidad de los motores Shvetsov M-71. Aunque las pruebas fueron un éxito, el Su-8 no fue aprobado para su producción en serie. Para entonces, los ejércitos soviéticos habían llegado a las fronteras de la Alemania nazi y la necesidad de un avión de ataque a tierra con un mayor alcance que el que tenía el Ilyushin Il-2 existente ya no era una prioridad.

## Diseño
El Su-8 era de construcción mixta. El área de la cabina estaba blindada, con un fuselaje medio de aluminio y una cola monocasco de madera. Las alas eran de acero y aluminio con secciones exteriores de madera contrachapada. Los timones gemelos eran de construcción totalmente metálica. Además de la cabina, los motores, los tanques de combustible y los radiadores de aceite estaban completamente blindados, con un peso total del blindaje de 1680 kg, más del doble del peso del blindaje de un Ilyushin Il-2.

## Operadores
Unión Soviética
- Fuerza Aérea Soviética

## Especificationes
Datos extraídos de «Istoriia konstruktskii samoletov v SSSR, 1938-1950», y OKB Sukhoi.

### Características
- Tripulación: 2
- Longitud: 13,58 metros
- Envergadura: 20,5 metros
- Altura: 5,85 metros
- Superficie alar: 60 m2
- Peso vacío: 9168 kg
- Peso máximo al despegue: 13.380 kg
- Planta motriz: dos motores de pistón radial Shvetsov M-71F de 14 cilindros refrigerados por aire, que desarrolla una potencia de 1490 kW (2000 hp) cada uno para el despegue y 1416 kW (1899 hp) a 3600 m
- Hélices: hélices de velocidad constante de 3 palas, 4 m de diámetro

### Prestaciones
- Velocidad máxima: 552 km / h a 4.600 m; 485 km / h al nivel del mar
- Alcance: 600 km
- Alcance a velocidad de cruceroː 1450 km
- Techo de vuelo: 9000 metros
- Régimen de ascensoː 5000 metros en 7 minutos y 16 segundos

### Armamento
- Cuatro ametralladoras Nudelman N-37 de 37 mm o cuatro cañones automáticos Nudelman-Suranov NS-45 de 45 mm debajo del fuselaje
- Nueve ametralladoras ShKAS de 7,62 mm (cuatro en cada ala con 2400 rondas, una en una montura ventral LU-100 con 500 rondas)
- Una ametralladora UBT de 12,7 mm en una torreta dorsal UTK-1
- Hasta 1400 kg de bombas en la bodega de bombas interna o 2400 kg con tres bombas de 500 kg transportadas externamente

### Aeronaves similares
- Ilyushin Il-2

### Secuencias de designación
- Secuencia Su-_ (interna de Sukhoi): ← Su-2 - Su-3 - Su-4  - Su-5 - Su-6 - Su-7 (1944) - Su-8 →